# 小津安二郎学会
小津安二郎学会（おづやすじろうがっかい、英称：The Ozu Yasujiro Society）は、映画監督・小津安二郎を研究する学術組織。小津を対象とした取材調査・研究・批評活動並びに、講演・シンポジウム開催などの一般に向けての活動、出版活動などを行う。

## 主な取材調査・研究・批評
記載は学会ウェブサイトに記載されているもの。
- 山本富士子取材
- 浦沢直樹取材
- 惣領冬実取材
- 松浦莞二「小津安二郎研究雑記」
- 長谷部朋香・千村洋子取材
- 山内静夫取材
- 宮本明子「小津安二郎の俳句を読む　１」
- 松浦莞二「小津安二郎映画音響論序」
- 長門洋平「いつもお天気がいいにもほどがあるーー小津安二郎映画の音楽について」
- 坂本龍一取材

## 主な一般に向けての活動
- 毎日文化センター一日講座「今知りたい！小津安二郎」（会場：毎日文化センター大阪、宮本明子+松浦莞二）[2]
- 「台本からたどる小津安二郎」（会場：猪名川町立 中央公民館）[3]
- シンポジウム「OZU 2020」（会場：早稲田大学、登壇者：石井妙子、舩橋淳、小沼純一、志村三代子、望月智充、周防正行、宮本明子、松浦莞二）[4]
- 「小津はオモロイ！」（会場：梅田蔦屋書店）[5]
- 北村薫×松浦莞二「対談・『小津安二郎 大全』の見どころ、読みどころ！」（会場：下北沢B＆B）[6]
- 保坂和志×松浦莞二×宮本明子 トークイベント（会場：青山ブックセンター本店）[7]
- 「小津4K 巨匠が見つめた7つの家族」での講演（会場：金沢シネモンド）　[8]
- 映画監督 小津安二郎企画展-小津安二郎生誕115年・小津安二郎青春館開館15周年-での講演（会場：松阪市文化財センター、メインゲスト：田中康義、兼松熈太郎）

## 主なマスメディアに向けての活動
- 『Ozu & Noda』（監督：ダニエル・レイム）　協力[9]
- NHK「歴史秘話ヒストリア」小津特集　出演（宮本明子）[10]
- 京都三条ラジオカフェ「もっと身近に！～“京”do参画～」　出演[11]
- FM三重「READY！」　出演[12]

## 主な出版活動
- 『改訂新版 小津安二郎・人と仕事』（原著発行者：井上和男、蛮友社、1972年）[13]-「生まれてはみたけれど」「彼岸花」シナリオ収録　　　　
（改訂新版（上・下）[14]、編・解説：松浦莞二、宮本明子、Kindle版、2022年）[15]